# Stabilizzazione di spin

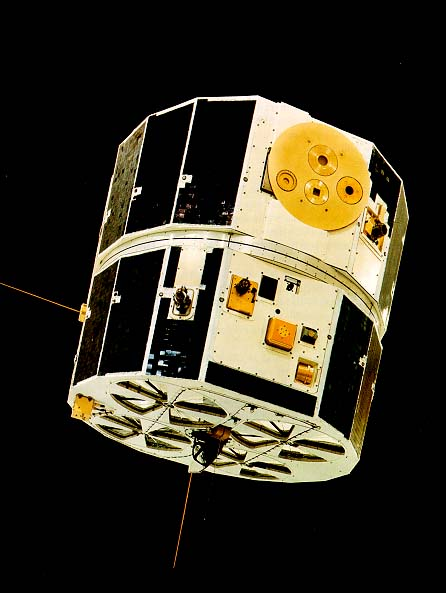
L'Atmosphere Explorer C, noto anche come Explorer 51, usava la stabilizzazione di spin, mantenendo una velocità di rotazione pari a 4 giri al minuto attorno a un asse posto perpendicolarmente al suo piano orbitale.

La stabilizzazione di spin è un metodo passivo di stabilizzazione dell'orientazione di satelliti artificiali verso una direzione fissata nel quale l'intero veicolo ruota su se stesso in modo che il suo vettore di momento angolare rimanga pressoché fissato nello spazio inerziale.

## Caratteristiche
I satelliti che usano questo sistema di stabilizzazione si affidano alla stabilità giroscopica per resistere passivamente a quelle torsioni cicliche, come sono chiamate quelle torsioni che variano sinusoidalmente lungo un'orbita, a cui un corpo libero nello spazio è soggetto e che, per quanto di piccola entità, usualmente nell'ordine dei 10−4 N·m, ne disturberebbero il corretto funzionamento. Tuttavia, perché il movimento di rotazione sia stabile, il satellite deve girare attorno all'asse che ha momento d'inerzia massimo.
Rispetto ad altre tecniche di stabilizzazione passiva, qual è ad esempio la stabilizzazione a gradiente di gravità, l'utilizzo della stabilizzazione di spin necessita comunque della presenza di un controllo attivo atto a innescare, mediante l'espulsione di massa o l'uso di meccanismi interni, la rotazione una volta che il satellite viene liberato dal vettore e diretto verso la sua orbita finale. Tale controllo è inoltre necessario per gli aggiustamenti periodici della velocità di spin del satellite che si rendono necessari a causa della presenza di torsioni cosiddette secolari, ossia di quelle torsioni che si accumulano nel tempo e la cui media lungo un'orbita è diversa da zero. Per questo, la tecnica di stabilizzazione di spin richiede un consumo di propellente maggiore rispetto ad altre tecniche passive. 
Solitamente la velocità di rotazione mantenuta non è inferiore ai 20 giri al minuto, né maggiore ai 90, poiché al di sopra di questa soglia l'eccessiva forza centrifuga rischierebbe di mettere a repentaglio la struttura del satellite, tuttavia esistono eccezioni, quali ad esempio le delle sonde del programma Pioneer, la cui velocità di rotazione è superiore ai 600 rpm.
Talvolta ad essere stabilizzati con questa tecnica non sono i satelliti trasportati in orbita ma gli ultimi stadi dei vettori utilizzati per il trasporto, ossia gli stadi deputati allo sgancio del satellite. Dato che in un simile caso la rotazione deve essere piuttosto veloce per mantenere il veicolo stabile durante la fase di accensione dei motori e che, una volta spenti i motori e rilasciato il satellite, il sistema di controllo d'assetto di quest'ultimo potrebbe non riuscire a gestire una simile velocità di rotazione, prima del rilascio vero e proprio è possibile far scattare un meccanismo di despinning a yo-yo, solitamente sito sul vettore ma talvolta anche sul satellite, che, trasferendo momento angolare a due pesi periferici, riesce a ridurre la rotazione del satellite al valore voluto.

## Doppia stabilizzazione di spin
In alcuni i casi la tecnica utilizzata nella stabilizzazione del satellite può essere la doppia stabilizzazione di spin. Per poter impiegare tale metodo occorre che il veicolo sia composto da due sezioni rotanti attorno allo stesso asse a velocità diverse, con la più veloce, detta rotore, che ha il compito di fornire la necessaria rigidità giroscopica, e la più lenta, detta statore,  avente il compito di mantenere l'asse puntato verso il sistema di riferimento voluto, solitamente la Terra o il Sole. La combinazione di una sezione inerzialmente fissa con una rotante offre la possibilità di avere satelliti particolarmente versatili, stabili e precisi che non risentono dell'intermittenza di puntamento che inficia il rendimento dei satelliti a stabilizzazione singola, tuttavia una simile complessità comporta anche un inevitabile aumento dei costi rispetto a questi ultimi.

## Applicazioni
I veicoli spaziali che hanno utilizzato e tuttora utilizzano questo metodo di stabilizzazione sono moltissimi, dalla sonda Pioneer 4, che nel 1959 effettuò un flyby della Luna e si inserì in seguito in un'orbita eliocentrica, diventando la prima sonda statunitense a fuggire dalla gravità terrestre, alla sonda Juno, lanciata nel 2011, che nel 2016 è diventata la seconda sonda spaziale a inserirsi in orbita attorno a Giove dopo l'orbiter Galileo.